# Adolfo (prenome)
Adolfo é um nome masculino próprio, que se origina do antigo nome alemão Adalwolf, cuja raiz remonta ao nome gótico Aþawulfs. O significado etimológico do nome é "lobo nobre", sendo composto pelos elementos aþals ("nobre"), e wulfs, que significa "lobo".  Além de sua associação com monarcas suecos, como Gustavo II Adolfo, o nome também foi adotado por nobres e líderes em diferentes contextos, o que contribuiu para sua popularidade histórica.
Embora tenha sido reconhecido e amplamente utilizado pelos germânicos e escandinavos nas formas Adolf e Adolph, com o tempo, o nome Adolfo se espalhou por varias línguas, sendo hoje mais popular em países latinos. Em italiano é frequentemente encontrado como Adolfo, enquanto em francês pode ser atestado na forma Adolphe. Na contemporaneidade, o nome Adolfo pode evocar uma gama de associações, desde a nobreza e a liderança até conotações mais complexas, dependendo do contexto histórico. A figura de Adolf Hitler, por exemplo, trouxe uma carga negativa ao nome em algumas culturas, impactando sua percepção pública.

## Etimologia
Adolfo tem origem primariamente no germânico escandinavo Aþalwulfaz, sendo posteriormente trazido ao gótico Aþawulfs, e consecutivamente no alemão antigo Adalwolf, e ao alemão moderno Adolf, sendo também latinizado como Adolphus. Adolfo é cognato do nome anglo-saxão Æthelwulf (também Eadulf ou Eadwulf).
O nome Adolfo ainda é cognato do também prenome da língua portuguesa, Ataulfo (nome carregado por um rei visigodo). 

## Santoral
- Adolfo de Osnabrueck

## Variantes
- Hipocorísticos: Adi, Fito, Olfo, Alfo, Ado, Chopo, Fo, Fofito,Ofo
- Femininos: Adolfa, Adolfina.

### Variantes em outros idiomas
| Espahol     | Adolfo                      |
| Alemão      | Adolf, Adolphus             |
| Asturiano   | Dolfu                       |
| Búlgaro     | Адолф (Adolf)               |
| Catalão     | Adolfo                      |
| Checo       | Adolf                       |
| Corso       | Adolfu                      |
| Dinamarquês | Adolf                       |
| Eslovaco    | Adolf                       |
| Esloveno    | Adolf                       |
| Esperanto   | Adolfo                      |
| Euskara     | Adolba                      |
| Finlandês   | Aadolf                      |
| Francês     | Adolphe                     |
| Galego      | Adolfo                      |
| Griego      | Αδόλφος (Adólfos, Adólphos) |
| Húngaro     | Adolf                       |
| Inglês      | Adolph, Dolph               |
| Islandês    | Adolf                       |
| Italiano    | Adolfo                      |
| Latim       | Adolfus, Adolphus           |
| Letão       | Ādolfs                      |
| Lituano     | Adolfas                     |
| Neerlandês  | Adolf                       |
| Norueguês   | Adolf                       |
| Polaco      | Adolf                       |
| Português   | Adolfo                      |
| Romeno      | Adolf                       |
| Russo       | Адольф (Adol'f)             |
| Sérvio      | Адолф (Adolf)               |
| Sueco       | Adolf                       |
| Ucraniano   | Адольф (Adolf)              |

## Personalidades
- Adolf Dassler
- Adolf Hitler
- Adolf Eichmann
- Adolfo Lutz
- Adolfo Caminha
- Adolfo Esquivel
- Adolfo Bautista
- Adolpho Bloch
- Adolfo César
- Adolfo Celi